# Salzweg
Salzweg è un comune tedesco di 6 646 abitanti, situato nel land della Baviera.